# Układ fizyczny
Układ fizyczny – układ (wyodrębniony, realnie lub jedynie myślowo, fragment rzeczywistości), w postaci obiektu fizycznego lub zbioru takich obiektów. Może on być oddzielony od otoczenia wyraźnymi granicami, które są powierzchniami nieciągłości określonych wielkości fizycznych, charakteryzujących układ. W znaczeniu używanym w mechanice klasycznej to przede wszystkim zbiór ciał. 
Układ fizyczny nie oddziałujący z otoczeniem, to układ fizyczny odosobniony.
Układ fizyczny rozpatrywany ze względu na jego stan termodynamiczny oraz wymianę z otoczeniem energii i składników (cząstek), to układ termodynamiczny.
Wyróżnia się:
układ termodynamicznie otwarty - gdy możliwy jest przepływ energii i składników między układem a otoczeniem,
układ termodynamicznie zamknięty - gdy możliwy jest przepływ energii, ale nie składników,
układ termodynamicznie izolowany - gdy niemożliwy jest ani przepływ energii, ani składników.
Układ fizyczny rozpatrywany ze względu na zachodzące w nim reakcje chemiczne to układ chemiczny.

## Układ fizyczny jakosystem
Układ fizyczny, rozpatrywany jako system (całość składająca się z powiązanych, sprzężonych ze sobą, oddziałujących wzajemnie na siebie elementów), określa się jako zespół obiektów fizycznych, oddziałujących na siebie wzajemnie, tzn. mogących przekazywać sobie nawzajem energię.
Między elementami układu dochodzi do oddziaływań istotnych do opisania, wyjaśnienia zachowania układu. W wyniku oddziaływań elementy układu mogą zmieniać swoje właściwości, wymieniać między sobą materię, energię, a tym samym informację.

## Układ fizyczny a układ odniesienia
- Układ współrzędnych nie jest układem fizycznym i nie należy go mylić z układem odniesienia.
- Układ odniesienia musi być ciałem lub układem ciał.

## Przykłady układów fizycznych
- jedno ciało w pustej przestrzeni,
- jedno ciało w polu zewnętrznym, np. ciało spadające w polu grawitacyjnym,
- dwa ciała oddziałujące ze sobą, np. układ Słońce - planeta (jeżeli pominiemy oddziaływania planety z innymi planetami, to można traktować ten układ w przybliżeniu jako odosobniony),
- wiele ciał - każde ciało w układzie oddziałuje z pozostałymi ciałami układu:
  - planety i Słońce przyciągające się wzajemnie siłami grawitacyjnymi,
  - cząstki naładowane elektrycznie, przyciągające się lub odpychające siłami elektrycznymi,
  - zespół cząsteczek gazu,
- klasyczny oscylator harmoniczny, czyli np. ciało zawieszone na sprężynie lub wahadło,
- kwantowy oscylator harmoniczny.